# Waschhaus (Culey)

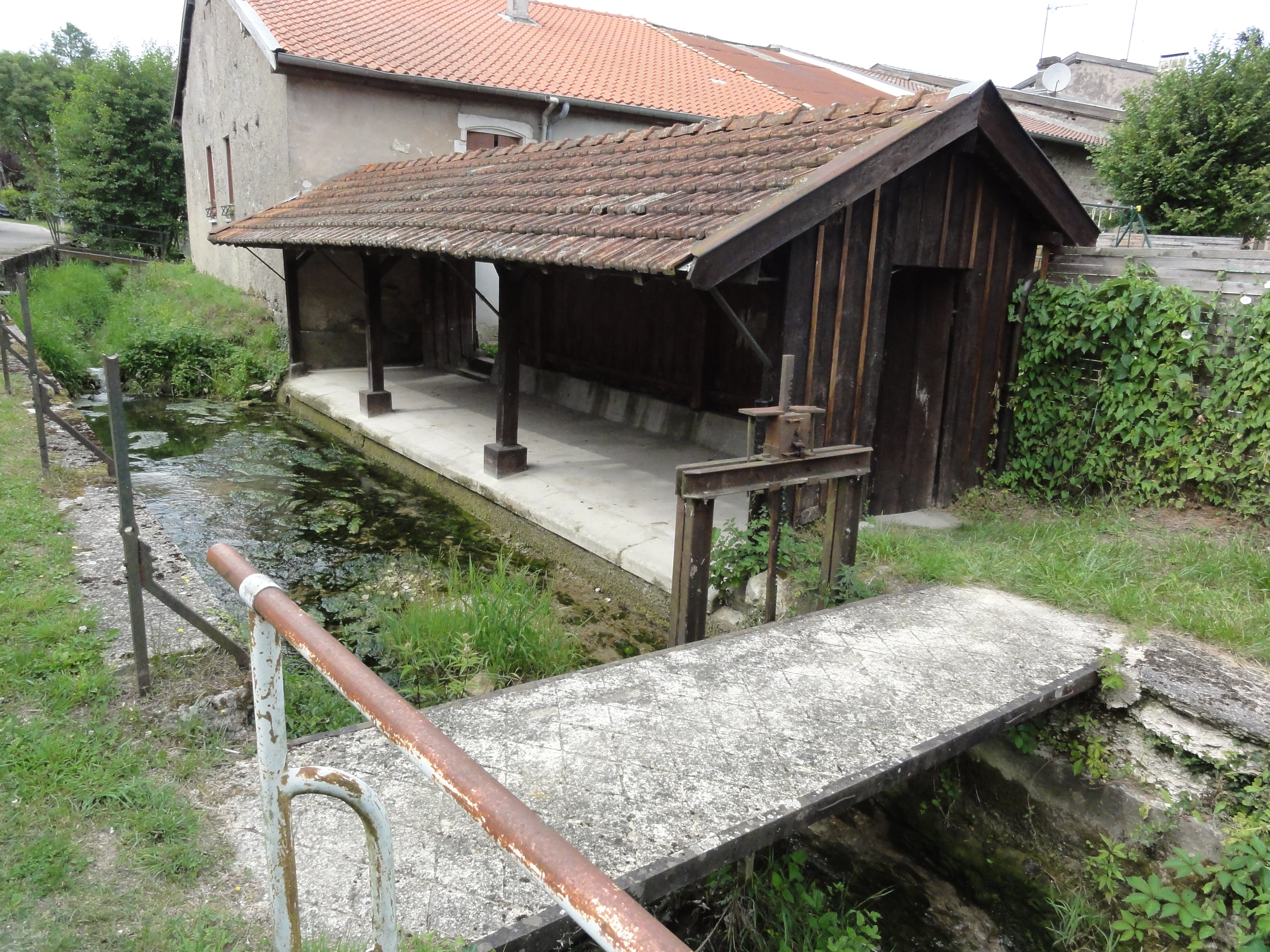
Waschhaus in Culey

Das Waschhaus (französisch lavoir) in Culey, einer französischen Gemeinde im Département Meuse in der Region Grand Est, wurde im 19. Jahrhundert errichtet. 
Das öffentliche Waschhaus bei der Rue du Lavoir steht an einem Bach, der Ruisseau de Culey genannt wird. Für das Waschhaus, eine Holzkonstruktion mit Satteldach, kann das Wasser des Baches aufgestaut werden.  